# 新莫里查爾
新莫里查爾是哥倫比亞的城鎮，位於該國東部，由瓜伊尼亞省負責管轄，面積6,457平方公里，海拔高度115米，2005年人口776，人口密度每平方公里0.12人。
2°13′00″N 70°02′00″W / 2.21667°N 70.0333°W